# Sundasciurus jentinki
Sundasciurus jentinki — вид гризунів родини вивіркових (Sciuridae).

## Поширення
Ендемік Калімантану. Поширений на півночі Центрального нагір'я. Живе в гірських лісах на висоті вище 900 м.

## Опис
Самці досягають довжини тулуба 130,6 мм, довжини хвоста 125 мм і ваги 60 г, самиці довжини тулуба 126,6 мм, довжини хвоста 112,6 мм і ваги 55 г. Верхня частина тіла світло-коричнева з кремово-білими цяточками. Нижня сторона сіра. Вібриси, кільце очей і край вух кремово-білі. Дуже тонкий хвіст покритий рудуватим, чорно-білим волоссям. Підвид S. j. subsignanus має замість білих кінчиків на хвості волосся пісочного кольору.

## Підвиди
- S. j. jentinki — живе на горі Кінабалу, на хребті Крокер, в районі гори Трусмаді в Сабаху, на прикордонних пагорбах між Сабахом і Сараваком, а також у нагір'ї Келабіт і на інших горах Саравака.
- S. j. subsignanus — від Петаку до річок Сунгай Телен, Сунгай Баданг та Сунгай Каян у Східному Калімантані.